# Salzburger Freilichtmuseum

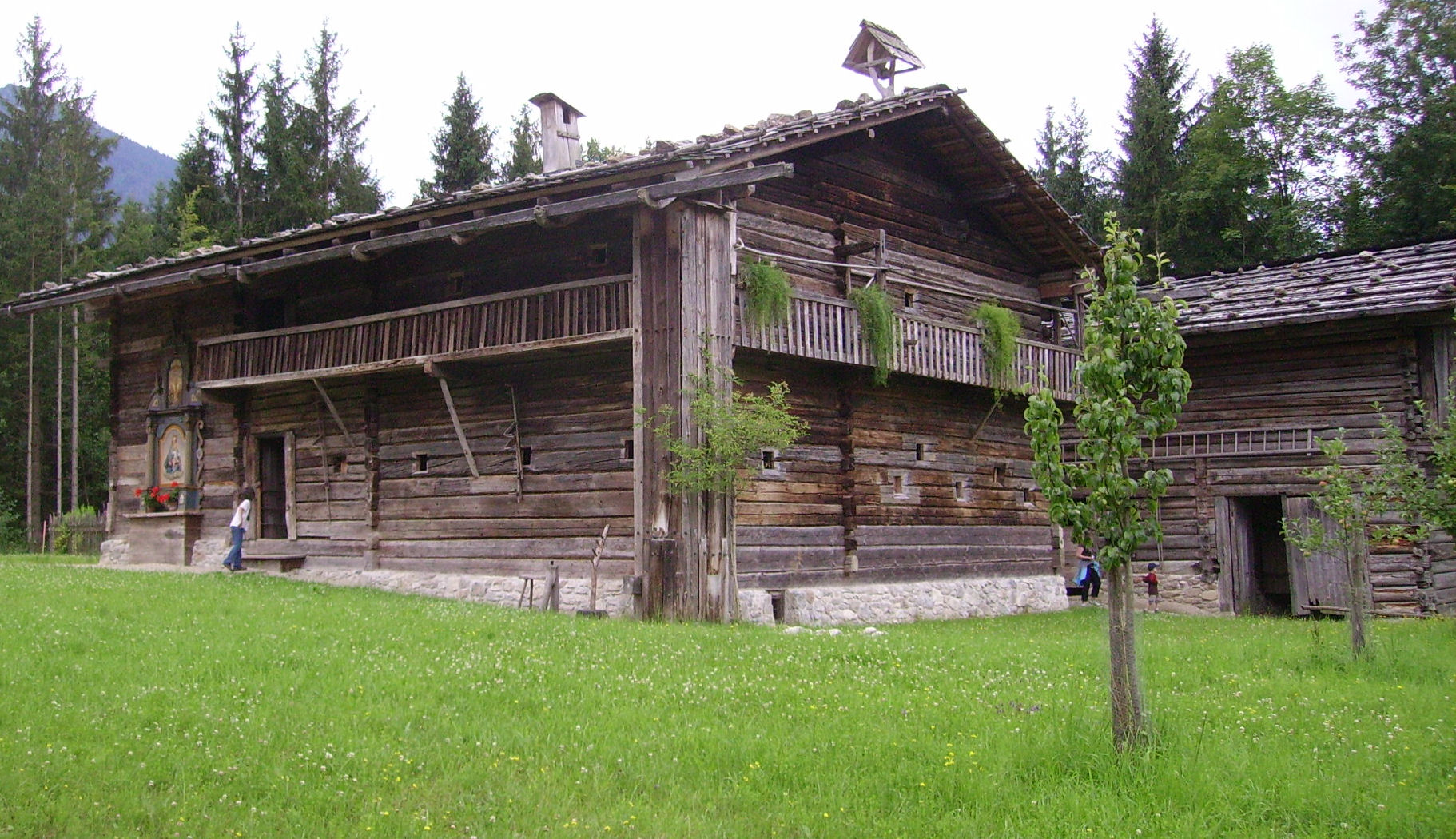
Das Taxbauernhaus aus dem Pongau

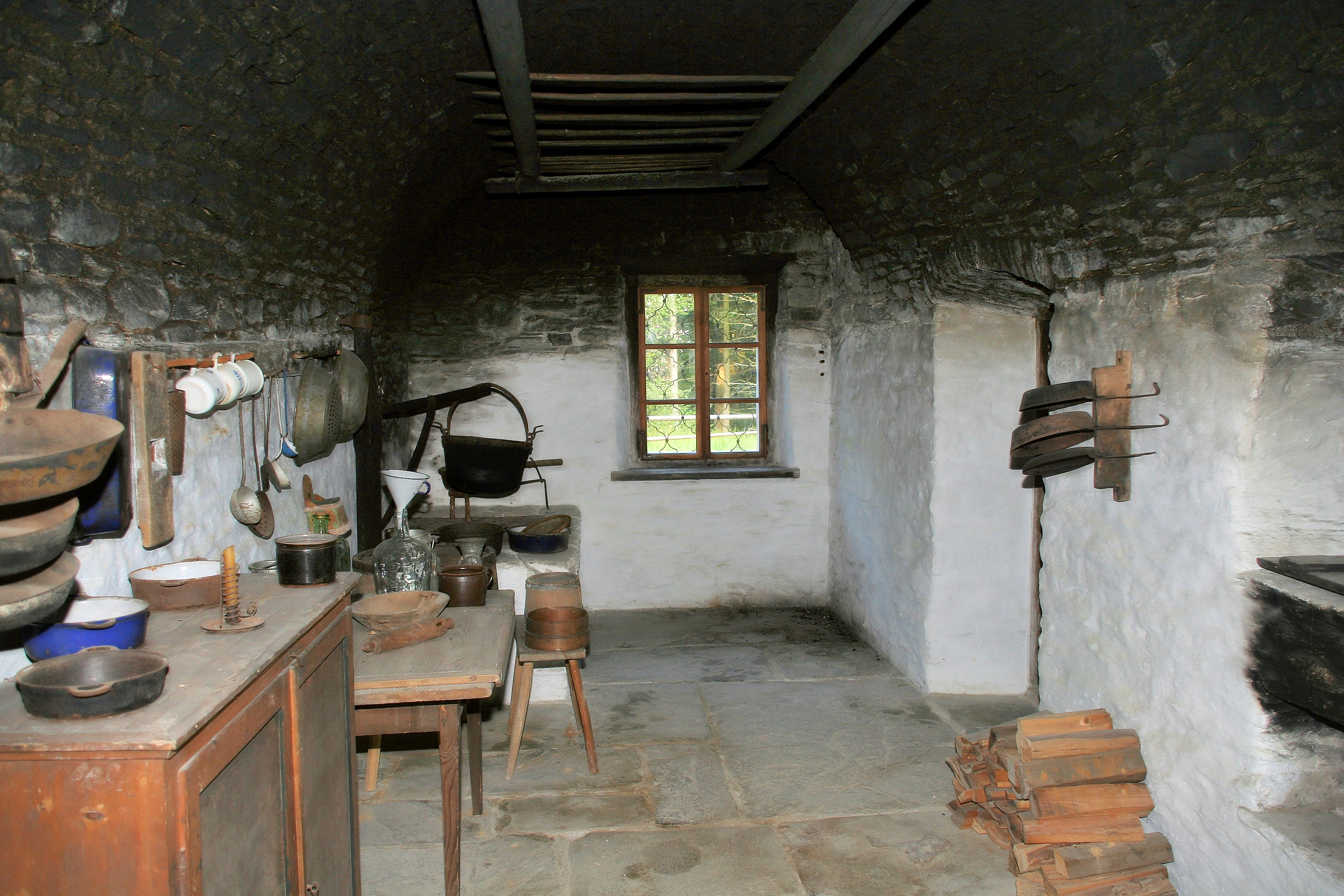
Schwarzkuchl im Abrahamhof aus St. Michael im Lungau

Koordinaten: 47° 45′ 6,3″ N, 12° 56′ 42,3″ O
Das Salzburger Freilichtmuseum liegt im Bundesland Salzburg und befindet sich etwa 15 km südwestlich der Stadt Salzburg im Gemeindegebiet von Großgmain (Bezirk Salzburg-Umgebung), unweit der deutsch-österreichischen Grenze. Das Museumsareal besitzt eine Größe von 50 ha, liegt in einem Natur- und Pflanzenschutzgebiet am Fuß des Untersbergs.

## Aufgabe, Betrieb und Museumsbestand
Das Salzburger Freilichtmuseum hat den Auftrag, originale, ländliche Bauten aus dem Bundesland Salzburg zu sammeln, wieder aufzubauen, einzurichten und damit das ländliche Bauen, Wohnen und Wirtschaften vom 15. bis 20. Jahrhundert zu dokumentieren. Siedlungsgeographische, hauskundliche, sozialgeschichtliche und agrarhistorische Überlegungen geben den Ausschlag dafür, welche Gebäude in das Freilichtmuseum übertragen werden, um einen repräsentativen Querschnitt durch alle ländlich-bäuerlichen Hausformen und sozialen Schichten zu erhalten.
In seiner Bauanlage ist das Museum den fünf Salzburger Landesteilen Flachgau, Tennengau, Pongau, Pinzgau und Lungau nachempfunden, in denen sich im Laufe der Jahrhunderte unterschiedliche Bauernhofformen entwickelt haben. 2013 sind auf dem Museumsareal 109 Bauten aus Landwirtschaft, Handwerk, Gewerbe und Industrie zu besichtigen, darunter komplette Bauernhöfe, Handwerkerhäuser, Gasthaus, Krämerei, Brauerei, E-Werk, Dorfschule, Schmiede, Mühlen, Sägewerk, Kapellen, Almhütten und andere mehr. Das älteste Bauobjekt stammt aus dem Jahr 1442, das älteste Wohnhaus wurde ursprünglich 1482 in Ramingstein im Lungau errichtet. Das umfangreiche Angebot wird durch eine Reihe von Dauerausstellungen (z. B. interaktive Traktorenschau, Brauereiausstellung, Dienstboten im Land Salzburg) und zeitlich begrenzte Sonderausstellungen ergänzt. Das Museumsdepot beherbergt über 60.000 Inventargegenstände – vom Hosenknopf bis zum Mähdrescher – aus der ländlichen Sachkultur. Stärkung finden die Besucher im historischen Museumswirtshaus „Salettl“.
Das Salzburger Freilichtmuseum ist ein Landesmuseum und wird vom Amt der Salzburger Landesregierung als sogenannte „betriebsähnliche Einrichtung“ geführt. Museumsdirektor ist seit 2017 Michael Weese. Die Besucherzahl des von Ende März bis Anfang November geöffneten Museums beträgt pro Saison über 100.000 Personen, womit es das meistbesuchte Freilichtmuseum in Österreich ist. In der Saison 2018 wurde das Museum von 111.000 Personen besucht.
Museumsbahn
Im Juni 2010 wurde eine Schmalspurbahn in Betrieb genommen, welche die Museumsbesucher durch das Areal bringt. Die Bahntrasse ist 1,7 km lang, umfasst drei Stationen und wird mit zwei Zuggarnituren befahren.

## Geschichte
Erste Bestrebungen für ein Salzburger Freilichtmuseum lassen sich bis in das Jahr 1924 zurückverfolgen. Julius Leisching, der Leiter des städtischen Museums „Salzburger Museum Carolino Augusteum“ (SMCA, heute Salzburg Museum) brachte 1924 die Errichtung eines Freilichtmuseums im Schlosspark von Hellbrunn ins Gespräch. Doch erst einige Jahrzehnte später begann der Hausforscher Kurt Conrad, seit 1972 Kustos für Volkskunde im SMCA, mit der konkreten Planung für ein Freilichtmuseum. Mit der Pachtung eines geeigneten Grundstückes durch Stadt und Land Salzburg konnte mit der Errichtung des Freilichtmuseums begonnen werden. Der Grundeigentümer, Friedrich Mayr-Melnhof, verpachtete am 21. Dezember 1978 zu einer symbolischen Jahrespacht von 1 Schilling (= 0,073 Euro) ein 50 ha großes Grundstück für 99 Jahre an Stadt und Land Salzburg. Der Aufbau begann 1979. Am 29. September 1984 konnte das Salzburger Freilichtmuseum mit damals 22 Objekten im Beisein von Bundespräsident Rudolf Kirchschläger eröffnet werden. Erster Leiter wurde Kurt Conrad. Im Jahr 1986 wurde das Freilichtmuseum aus dem SMCA ausgegliedert und im alleinigen Eigentum des Landes Salzburg zu einem selbständigen Landesmuseum. 1988 übernahm der Salzburger Volkskundler Michael Becker die Direktorenschaft. Unter seiner Leitung wurde das Museum zu einem lebendigen Ort der Begegnung: Volkskulturelle Veranstaltungen, traditionelle Handwerksvorführungen und Thementage ziehen viele Besucher an und tragen wesentlich zum hohen Bekanntheitsgrad des Salzburger Freilichtmuseums bei. Mit 1. Februar 2017 wurde der frühere wissenschaftlicher Leiter des burgenländischen Landesmuseums Michael Weese Direktor. Im August 2018 konnte der dreimillionste Besucher begrüßt werden.
Im Oktober 2023 wurde bekanntgegeben, dass der Geschäftsführer der Schallaburg-Kulturbetriebe in Niederösterreich Peter Fritz mit 1. April 2024 Michael Weese als Direktor nachfolgen soll.
Am 26. Juni 2025 brannte der hölzerne Überbau eines 100 Jahre alten Kalkbrennofens ab. Dieser war im Zuge einer Veranstaltung zum Kalkbrennen mehrere Tage lang befeuert worden.

## Auszeichnungen
- 1995 Österreichischer Museumspreis
- 2002 Zipfer Umweltpreis
- 2005 Zipfer Tourismuspreis
- 2005 Österreichisches Museumsgütesiegel